# Liste der Bodendenkmäler in Bad Aibling
Auf dieser Seite sind die Bodendenkmäler in der oberbayerischen Stadt Bad Aibling zusammengestellt. Diese Tabelle ist eine Teilliste der Liste der Bodendenkmäler in Bayern. Grundlage ist die Bayerische Denkmalliste, die auf Basis des Bayerischen Denkmalschutzgesetzes vom 1. Oktober 1973 erstmals erstellt wurde und seither durch das Bayerische Landesamt für Denkmalpflege geführt wird. Die folgenden Angaben ersetzen nicht die rechtsverbindliche Auskunft der Denkmalschutzbehörde.

## Bodendenkmäler in der Gemeinde Bad Aibling

### Bodendenkmäler in der Gemarkung Bad Aibling
| Lage                   | Objekt | Akten-Nr.     | Bild |
| ---------------------- | --- | ------------- | ---- |
| Bad Aibling (Standort) | Körpergräber vor- oder frühgeschichtlicher Zeitstellung. | D-1-8138-0093 |      |
| Bad Aibling (Standort) | Grabhügel vorgeschichtlicher Zeitstellung. | D-1-8138-0100 |      |
| Bad Aibling (Standort) | Abschnittsbefestigung vor- und frühgeschichtlicher Zeitstellung. | D-1-8138-0101 |      |
| Bad Aibling (Standort) | Untertägige mittelalterliche und frühneuzeitliche Befunde und Funde im Bereich von Schloss Aibling und seiner Vorgängerbauten sowie Siedlung vorgeschichtlicher Zeitstellung, unter anderem des Jungneolithikums und der späten Hallstattzeit. | D-1-8138-0131 |      |
| Bad Aibling (Standort) | Untertägige mittelalterliche und frühneuzeitliche Befunde im Bereich der Katholischen Pfarrkirche Mariä Himmelfahrt in Bad Aibling und ihrer Vorgängerbauten.                                                                                  | D-1-8138-0260 |      |
| Bad Aibling (Standort) | Abgegangene Kapelle mit Friedhof und Hofwüstung der frühen Neuzeit. | D-1-8138-0262 |      |
| Bad Aibling (Standort) | Untertägige spätmittelalterliche und frühneuzeitliche Befunde im Bereich von Schloss Prantseck in Bad Aibling und seines Vorgängerbaus. | D-1-8138-0263 |      |

### Bodendenkmäler in der Gemarkung Ellmosen
| Lage                | Objekt | Akten-Nr.     | Bild |
| ------------------- | --- | ------------- | ---- |
| Ellmosen (Standort) | Verebneter Wasserburgstall des hohen oder späten Mittelalters. | D-1-8138-0146 |      |
| Ellmosen (Standort) | Untertägige mittelalterliche und frühneuzeitliche Befunde und Funde im Bereich der Katholischen Filialkirche St. Margaretha in Ellmosen und ihrer Vorgängerbauten mit zugehörigem Friedhof. | D-1-8138-0268 |      |

### Bodendenkmäler in der Gemarkung Götting
| Lage               | Objekt                                     | Akten-Nr.     | Bild |
| ------------------ | ------------------------------------------ | ------------- | ---- |
| Götting (Standort) | Grabhügel vorgeschichtlicher Zeitstellung. | D-1-8137-0035 |      |

### Bodendenkmäler in der Gemarkung Harthausen
| Lage                  | Objekt                                             | Akten-Nr.     | Bild |
| --------------------- | -------------------------------------------------- | ------------- | ---- |
| Harthausen (Standort) | Friedhof des Mittelalters oder der frühen Neuzeit. | D-1-8138-0259 |      |

### Bodendenkmäler in der Gemarkung Mietraching
| Lage                   | Objekt | Akten-Nr.     | Bild |
| ---------------------- | --- | ------------- | ---- |
| Mietraching (Standort) | Grabhügel mit Bestattungen der Hallstattzeit. | D-1-8137-0059 |      |
| Mietraching (Standort) | Körpergräber des frühen Mittelalters. | D-1-8137-0061 |      |
| Mietraching (Standort) | Untertägige mittelalterliche und frühneuzeitliche Befunde und Funde im Bereich der Katholischen Filialkirche St. Veit in Mietraching mit zugehörigem Friedhof. | D-1-8137-0091 |      |
| Mietraching (Standort) | Abgegangene Kapelle des Mittelalters und der frühen Neuzeit (St. Georg).                                                                                       | D-1-8138-0264 |      |

### Bodendenkmäler in der Gemarkung Willing
| Lage               | Objekt | Akten-Nr.     | Bild |
| ------------------ | --- | ------------- | ---- |
| Willing (Standort) | Körpergräber des frühen Mittelalters. | D-1-8137-0033 |      |
| Willing (Standort) | Grabhügel vorgeschichtlicher Zeitstellung. | D-1-8137-0048 |      |
| Willing (Standort) | Siedlung oder Gräber der Urnenfelderzeit. | D-1-8137-0074 |      |
| Willing (Standort) | Untertägige mittelalterliche und frühneuzeitliche Befunde im Bereich der Katholischen Filialkirche St. Jakob in Willing und ihres Vorgängerbaus.                                     | D-1-8137-0087 |      |
| Willing (Standort) | Untertägige mittelalterliche und frühneuzeitliche Befunde und Funde im Bereich der Katholischen Pfarrkirche Hl. Kreuz in Berbling und ihres Vorgängerbaus, mit zugehörigem Friedhof. | D-1-8137-0089 |      |
| Willing (Standort) | Untertägige mittelalterliche und frühneuzeitliche Befunde und Funde im Bereich der Katholischen Filialkirche St. Johann Baptist in Westerham mit zugehörigem Friedhof.               | D-1-8137-0100 |      |